# 手押し車

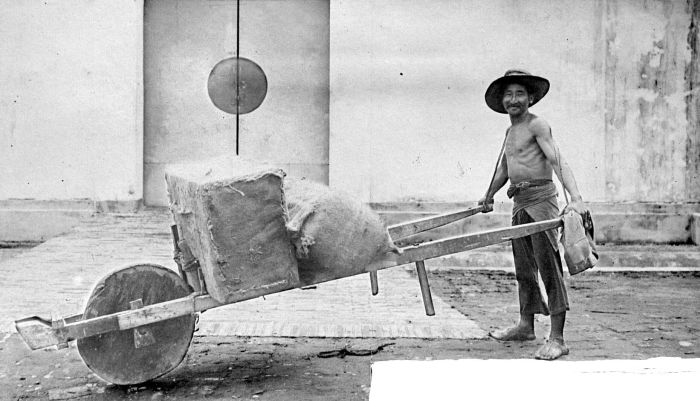
手押し車

手押し車（ておしぐるま）は、手押し式の運搬台車。山道や畑や工事現場などで農作物や資材を運ぶのに利用される。道路交通法上は軽車両に分類されている。引っ張るリヤカーとは使用する向きが逆であり、構造も異なる。
手車（）ともいう。
荷物（あるいは時と場合によっては乳幼児、負傷者など）運搬用が主であるが、乳幼児の玩具的性格を持つ手押し車もある。

## 荷物運搬専用の手押し車

### 1輪
一輪のものは工事現場などで石材や土砂、セメント、その他の施工資材を運搬するために用いられる。 

#### 名称

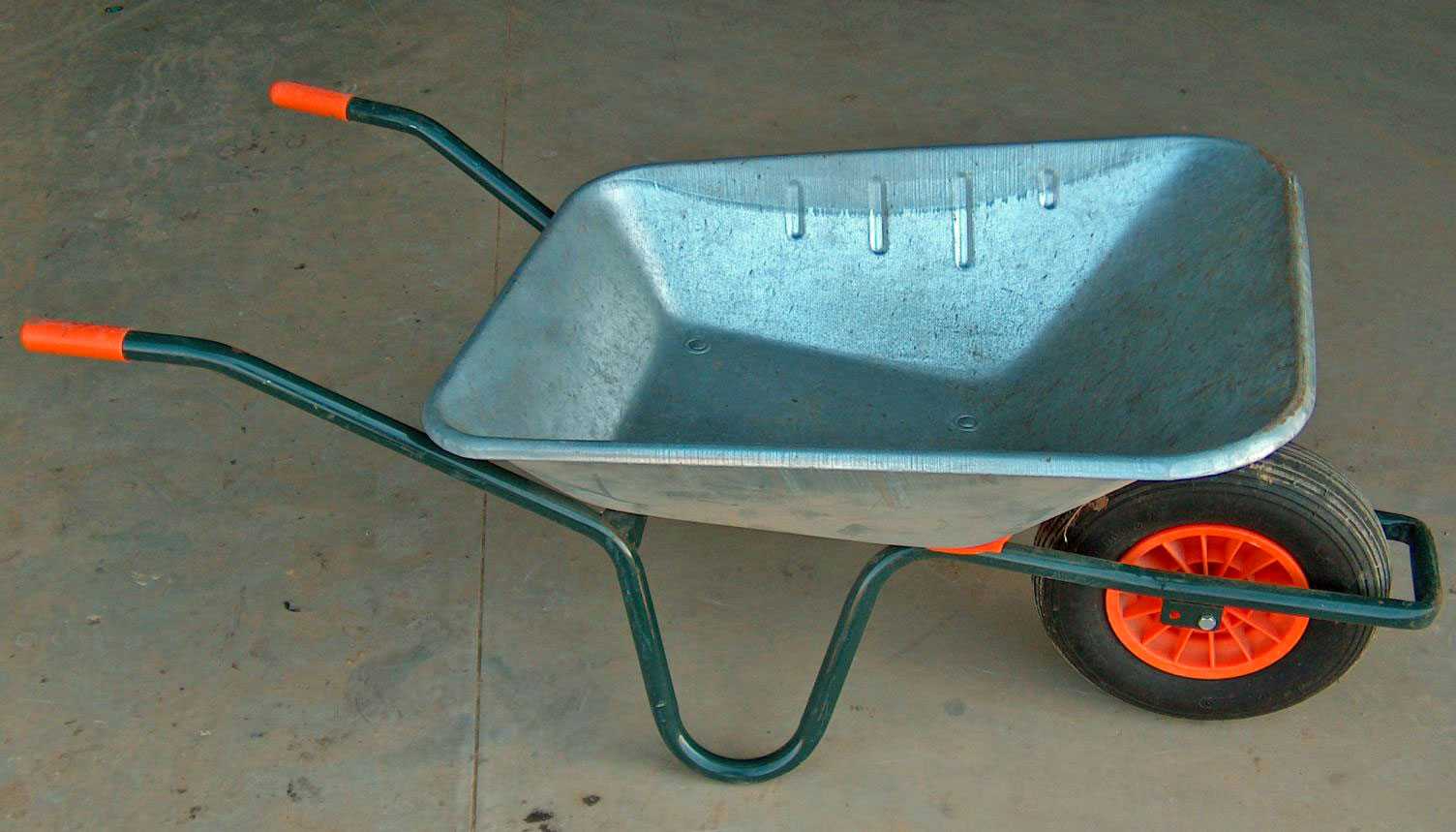
いわゆる「ネコ」

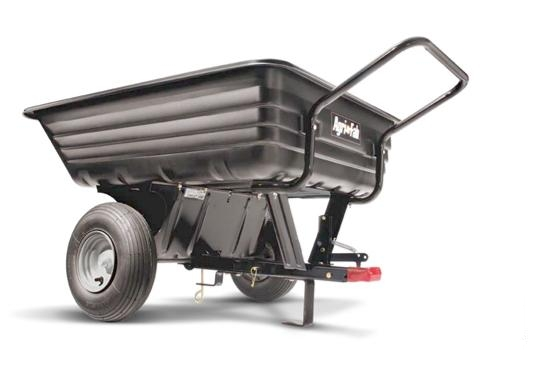
2輪のもの

車輪が1つの一輪車の手押し車は孤輪車（）という。孤輪車の名称は国税庁の「収支内訳書（農業所得用）の書き方」にある「主な減価償却資産の耐用年数表」の「運搬用機具」の欄の例示にも用いられている名称である。
また、一輪運搬車と呼ばれることもある。単に一輪車ともいうが、乗車遊具の一輪車と区別するため工事用（）あるいは農作業用（）一輪車と呼ぶこともある。
さらに、猫車（）、猫（）とも呼ばれる（2輪車を含めて同様の運搬用具をいうこともある）。語源にはいくつかの説がある。
- 建設用語で狭い足場を俗に「猫足場」（英語の「catwalk」）といい、その狭いところに入ることが出来るところから来ているという説[1]
- 漆喰を練った「練り子」を運ぶ道具でありその略であるという説[1]
- 伏せた状態で置いたとき猫の丸まっている姿に似ているからとする説[1]
- 運搬時に猫のようにゴロゴロと音を立てることに起因するとする説[1]

しかし、いずれも根拠が薄く後から考えた俗説であり、木製であった頃に把っ手の部分の加工が猫の手のように見える形状であったからが正しいとされる。
ドイツ語では大型の工事用手押し車を俗にKipp-Japaner（日本人）と呼ぶ。

#### 構造
車体の前部に車輪、後部にはグリップの付いた2本のハンドルがあり、ハンドルを持ち上げながら前方に押すことで物を運搬する。近年主流の後部開放式ラダーフレームはおもに薄肉鋼管で出来ているが、アルミニウム管を使ったものもある。車輪を取り巻くようにU字形に曲げた鋼管で、荷台枠兼フレームの前方寄り下部に車輪を設置している。ハンドルと車輪の間の下部には、薄肉鋼管やＬ字鋼製の固定式スタンドがある。
山間地や下りの急勾配での運搬作業用として、自転車の後輪についているようなバンドブレーキを装備し、そのレバーが右左どちらかのハンドルに付いているものもある。
タイヤはゴムのチューブ式のものが多いが、過酷な使用や屋外への放置でのパンクが多いため、近年ではノーパンクタイヤを装備したものもある。
荷台は、一般型は1m程度四方で深さ30cm程度の鋼板プレス製のものが取り付けられ、蝶ねじ1本で留められているため工具がなくとも取り外しができる。荷台の大きさは、一才や二才といった表示（一才は1立方尺、約27.826リットル）で区別される。工事現場でよく見かけるものは、土、砂、練ったコンクリートなどを運ぶのに適した深底になっている。こちらはやや肉厚の鋼板で、取り外しは考えられていない。
2輪以上を装備する荷車に比べると直立安定性が低いため、不慣れな場合にはひっくり返すこともよくあるが、車幅よりも狭い足場を通すことができたり、車輪を中心にしてその場で方向転換できる、進行方向に対して左右に傾斜している場所でも車体の水平を保つことができるなど取り回しの自由度が高いため、熟練すれば二車以上の荷車よりはるかに便利に使える。

### 2輪以上
工事現場などで用いられる台車には、2輪、3輪、4輪のものもあり、地車あるいはでっちとも呼ぶ。
工事用1輪車の2輪版は、1輪車よりも広く平らな荷台を備えるが、特に積載安定性は高くなく、悪路走破性はむしろ悪いため、1輪車ほどには普及していない。
重量物運搬用の台車は4輪にキャスター付きの車輪を備える。屋内での用途が多いが、引っ越しや配達等で公道上で使用する場合は軽車両としての扱いを受ける（条件によって、小型のものは歩行者（歩行補助車等）として扱われる）。

## 歩行補助車、小児用の車、ショッピング・カートなど
形態上または概念上、手押し車と考えられるものを列挙する。日本の道路交通法では、歩行者（歩行補助車等）として扱われる。
- 歩行補助車
  - シルバーカー - 高齢者向けの手押し車であって、荷物の運搬を主眼とするもの。歩行補助の目的ではなく体重を掛ける設計になっていない。介護保険の対象外。
  - 四輪歩行器（四輪歩行車）  - 高齢者向けの手押し車であって、歩行の補助を主眼とするもの。歩行器ほどでは無いがある程度体重を掛けられる設計になっている。介護保険の対象。
- 小児用の車
  - 一般的な構造の乳母車、ベビーカー、大型乳母車（お散歩カー）、避難車
  - 乳幼児用の手押し車 - 荷物運搬用と言うよりは、乳幼児の玩具的性格の方が強いもの
- ショッピング・カート - スーパーマーケットなどでの買い物に用いられる4輪の手押し車
- キャリーカート（買い物以外の空港などにおける手荷物用の台車で、ショッピングカートに類するもの。また、車輪が付いた小型の荷物運搬用のシャシで、搬送台車とは言えないものも含む）
- トロリーバッグ、トロリーケース

## 法令
日本の道路交通法では、手押し車等は、たとえ歩行者が通行させているものであっても、一部を除いて軽車両の扱いである。ただし、条件によっては歩行補助車等に該当し、歩行者の扱いとなる場合もある。詳細な条件や具体例については、「荷車#法令」を参照のこと。

### 動力あり
手押し車等は、たとえ歩行者が通行させているものであっても、電動機や内燃機関付きのものは、原則として原動機付自転車または自動車扱いとなる。ただし、一定の基準を満たす電動の手押し車等は、歩行補助車または軽車両扱いとなる。詳細な条件や具体例については、「荷車#法令」を参照のこと。